# Bussa (slavenleider)

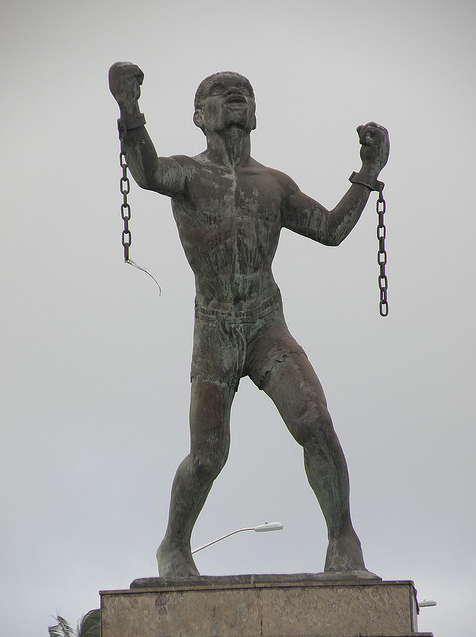
Emancipation Statue (Haggett Hall, Barbados), ook wel Bussa-standbeeld genoemd

Bussa was aanvoerder van de meest langdurige slavenopstand op Barbados tegen de blanke plantagehouders. 
Aan het eind van de 18de eeuw was Bussa uit Afrika als slaaf naar Barbados gebracht en te werk gesteld op Bayleys plantage. Op 16 april 1816 begon de opstand. Op dat moment was Bussa voorman op Bayleys. De opstand was zorgvuldig voorbereid en georganiseerd als poging om de algemene abolitionistische politiek uit die tijd te beïnvloeden. 
Bussa leidde zo'n 400 vrijheidsstrijders tegen de troepen van het First West India Regiment, maar hij werd gedood in de strijd. Zijn troepen vochten door totdat zij verslagen werden met vuurwapens. Verteld wordt dat velen de strijd in gingen terwijl zij Bussa's naam schreeuwden. Om die reden is de opstand voor generaties van Barbadianen bekend als Bussa's Rebellion. 
In 1985, 169 jaar later, werd het Emancipatie Standbeeld onthuld op Barbados. Het is het werk van Barbados' meest bekende beeldhouwer Karl Broodhagen. Veel Barbadianen identificeren het met Bussa. In de herinnering van de Barbadianen leeft Bussa voort. In 1998 werd Bussa door het parlement van Barbados uitgeroepen tot een van de nationale helden in Barbados.